# Gläsernes Labor

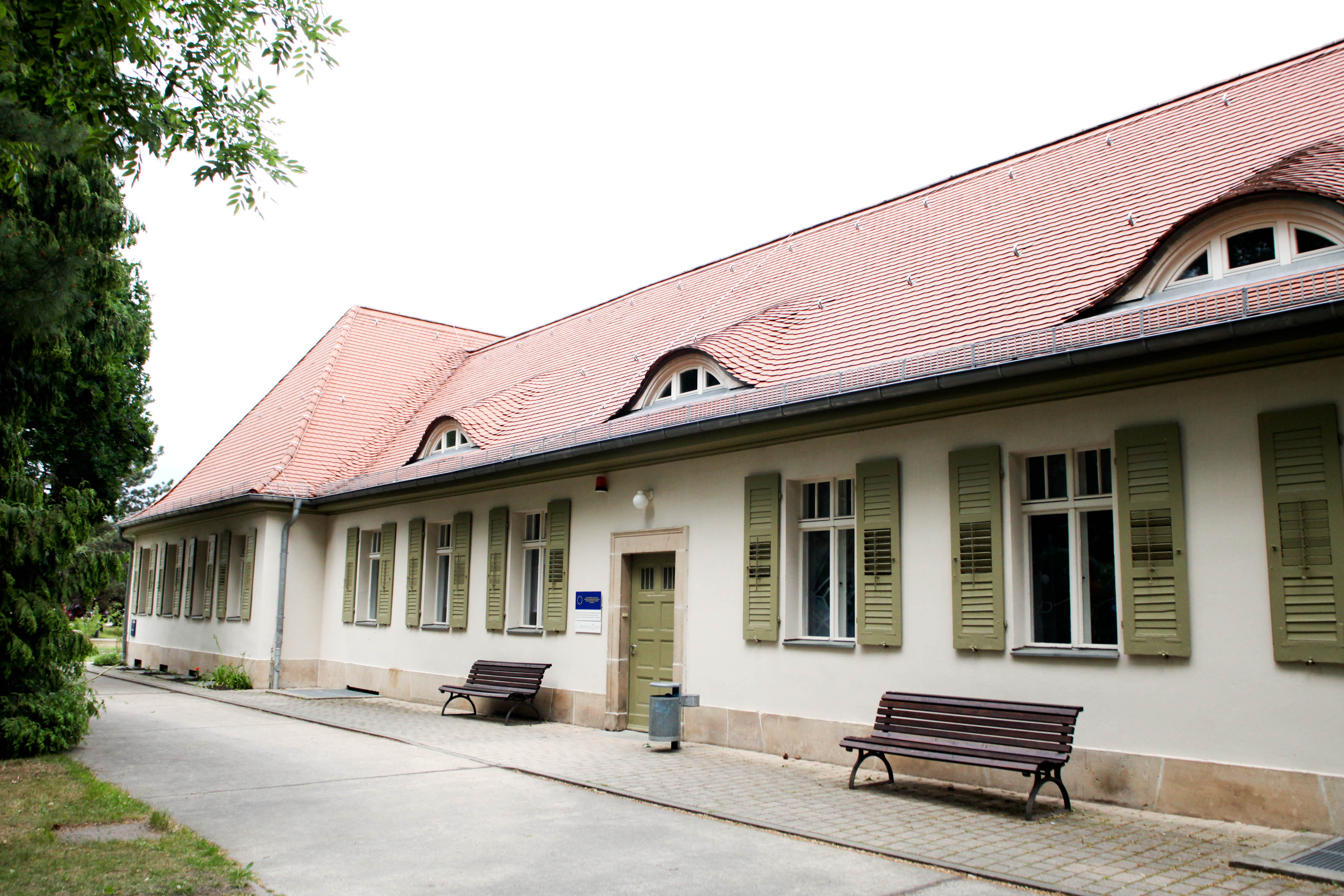
Das Gläserne Labor, 2013

Das Gläserne Labor ist ein außerschulischer Lernort in Berlin. Es gehörte vor 25 Jahren zu den ersten Schülerlaboren in Deutschland und ist Vorreiter für viele Entwicklungen im außerschulischen Bereich. Heute besuchen bis zu 14.000 Schülern jährlich die Kurse. In authentischen Laboren bietet es unter anderem Experimente zur Molekularbiologie, Neuro- und Zellbiologie, Protein- oder Wirkstoffchemie, Radioaktivität sowie Ökologie – mit engem Bezug zu den Forschungsthemen am innovativen Wissenschafts- und Biotechnologiepark Campus Berlin-Buch. Das Gläserne Labor ist das gemeinsame Schülerlabor vom Max-Delbrück-Centrum für Molekulare Medizin in der Helmholtz-Gemeinschaft (Max Delbrück Center), Leibniz-Forschungsinstitut für Molekulare Pharmakologie (FMP) und Campus Berlin-Buch GmbH. Es wird durch zahlreiche Förderer und Sponsoren, darunter der Campuspartner Eckert & Ziegler AG, unterstützt. Das Gläserne Labor wird von der Campus Berlin-Buch GmbH betrieben.
In der Gläsernen Labor Akademie werden Weiterbildungskurse für Wissenschaftlerinnen und Wissenschaftler sowie technische Angestellte angeboten.

## Lage
Der BiotechPark ist Teil des Campus Berlin-Buch und befindet sich im Nordosten der Stadt, im Ortsteil Buch des Bezirks Pankow. Der Technologiepark ist durch den ÖPNV gut erschlossen und mit Bussen und der S-Bahn gut zu erreichen.

## Geschichte
Das Gläserne Labor wurde 1999 als eines der ersten Schülerlabore Deutschlands gegründet. Zunächst als Informationszentrum für Gen- und Biotechnologie im BiotechPark Berlin-Buch für eine breite Öffentlichkeit geplant, orientierte sich das Gläserne Labor schnell am wachsenden Bedarf an außerschulischen Experimentierangeboten für die gymnasiale Oberstufe. So stiegen die Schülerzahlen seit der Eröffnung von 1.550 Schülern im Eröffnungsjahr bis 14.000 Schülern im Jahr 2023.

## Hintergrund

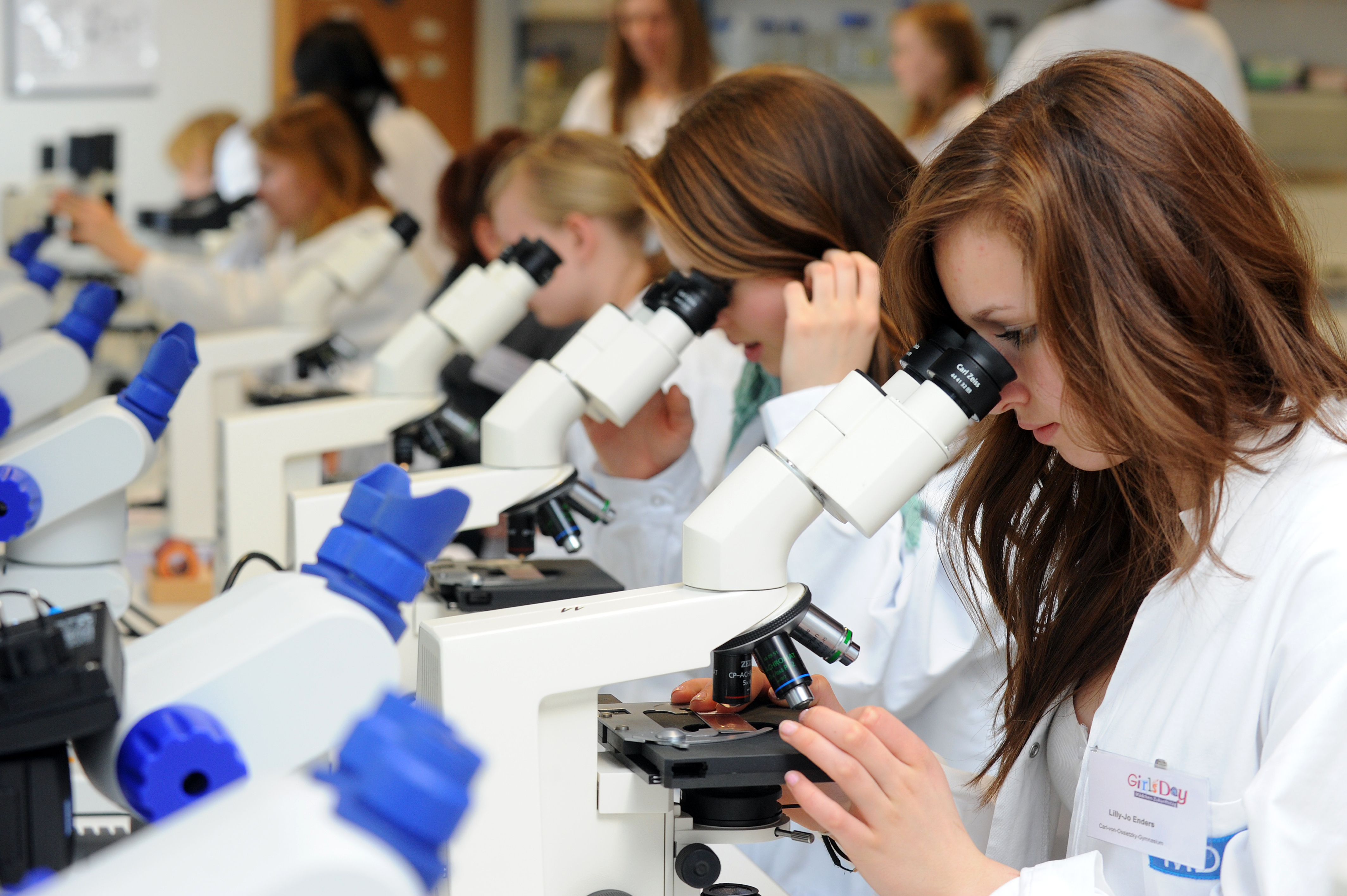
Girls’ Day im Gläsernen Labor

Das Gläserne Labor bietet als außerschulischer Lernort über 20 Experimentierkurse zu den Themen Molekularbiologie, Zellbiologie, Neurobiologie, Chemie, Radioaktivität sowie Ökologie für Schülerinnen und Schüler der Sekundarstufe an. Das pädagogische Konzept sieht vor, dass alle Experimente einen engen Rahmenlehrplanbezug haben. Die Schülerinnen und Schüler experimentieren selbstständig in Kleingruppen und werden dabei durch Wissenschaftlerinnen und Wissenschaftler aus den Forschungseinrichtungen des Campus angeleitet.
Die Kursbetreuung durch Nachwuchsforscherinnen und Forscher ist ein Garant für die Vermittlung eines zeitgemäßen Bildes von Lebenswissenschaften, von Tätigkeitsfeldern und Berufsperspektiven für die jungen Menschen – eines der Hauptmotive dieses außerschulischen Lernorts.

## Sonstiges
Das Gläserne Labor ist Teil des Schülerlabor-Netzwerks GenaU (Gemeinsam für naturwissenschaftlich-technischen Unterricht). Gegründet wurde GenaU im Jahr 2006 mit Sitz an der Freien Universität Berlin, umfasst mittlerweile 17 Schülerlabore an Forschungseinrichtungen, Hochschulen und Museen sowie acht assoziierte Partner in Berlin und Brandenburg. Zusätzlich zu den regulären Angeboten ermöglichen drittfinanzierte Kooperationsprojekte, wie Lab2Venture goes green und Mach’s GenaU!, vielfältige kostenfreie Angebote beispielsweise im Bereich Berufsorientierung, Unternehmertum und Nachhaltigkeit für Schulen, Kinder und Jugendliche.
Außerdem ist es Mitglied im Netzwerk der Schülerlabore in der Helmholtz-Gemeinschaft mit mehr als 30 Laboren sowie des Bundesverbandes Lernort Labor.